# الیزابت بیکر بوهن
الیزابت بیکر بوهن (زادهٔ ۱۸ اوت ۱۸۴۹ – درگذشته در ۲۷ اوت ۱۹۳۰) نویسنده، روزنامه‌نگار، هنرمند و مصلح اجتماعی بریتانیایی‌تبار آمریکایی بود. او علاقهٔ ویژه‌ای به بازسازی نظام کیفری داشت. او دو رمان منتشر کرد: یک آمریکایی، داستانی از دوران مأموریت کالیفرنیا (۱۸۹۵) و دام، داستانی زندانی از دوران معاصر (۱۹۰۹، با تصویرگری لنگدن اسمیت).

## زندگی و تحصیلات اولیه
الیزابت کلر بیکر در ۱۸ اوت ۱۸۴۹ در بیرمنگام، انگلستان زاده شد. والدین او، جوزف و مارتا (بادینگتون) بیکر، در سال ۱۸۵۴ به ایالات متحده مهاجرت کردند و بیشتر عمرشان را در ویسکانسین گذراندند.
او تحصیلات خود را در مدارس دولتی میلواکی، ویسکانسین گذراند. از همان اوایل کودکی، به نوشتن علاقه داشت. در مدرسه، نه‌تنها انشای خود، بلکه انشای بسیاری از هم‌کلاسی‌هایش را نیز می‌نوشت.

## زندگی حرفه‌ای
برای مدتی، بوهن به‌عنوان معلم کار می‌کرد، و در وست بند، ویسکانسین اقامت داشت.
در ۲ سپتامبر ۱۸۷۲، در میلواکی، با مایکل بوهن (زادهٔ ۱۸۳۲، تمپل‌مور، شهرستان تیپرری، ایرلند) ازدواج کرد. او در آن زمان سردبیر روزنامهٔ ژورنال در فوند دو لک، ویسکانسین بود و پیش‌تر سردبیر روزنامهٔ دموکرات در وست بند بود. این زوج با چهار فرزند خود در میلواکی زندگی می‌کردند: آرتور بیکر، ادموند (یا ادموند)، راسل، مارتا بادینگتون و فلورنس کلر. در سال ۱۸۹۴، بوهن به لس آنجلس نقل مکان کرد. او با مداد، قلم‌مو، آبرنگ و رنگ‌روغن کار می‌کرد، و آثار گلی در سبک طبیعت بی‌جان، منظره‌پردازی، چهره‌نگاری و همچنین طرح‌های سیاه و سفید خلق کرد. او به چندین نقاش و نوازنده در ویسکانسین آموزش داد.

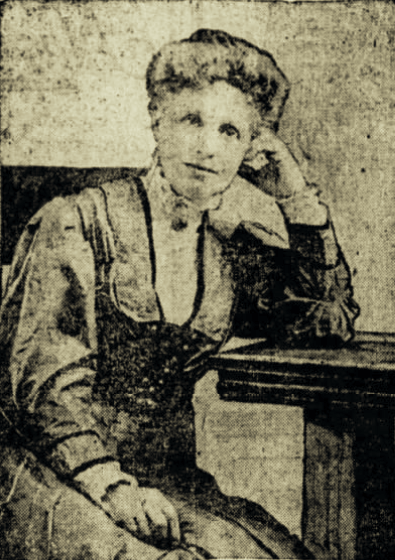
۱۹۱۲

با رسیدن به بزرگسالی، علاقهٔ او به نوشتن افزایش یافت. او تعداد زیادی شعر و تعداد بیشتری نثر داستانی نوشت، اما تا اواخر دههٔ ۱۸۸۰ هیچ‌کدام را برای چاپ ارائه نکرد. پس از آن، بسیاری از اشعار و نوشته‌هایش در روزنامه‌ها و مجلات سراسر ایالات متحده منتشر شد.
او برای مجله وست کوست دست‌کم پنج سال به‌عنوان نویسندهٔ ثابت کار کرد و گهگاه برای شیکاگو تریبیون، مجله سیمونز، مجله مانسی، میلواکی سنتینل، همدم جوانان، نشریه ماهانه ملی اندیشه نو، کلاب وومن و دیگر رسانه‌ها مطلب می‌نوشت. داستان‌های دنباله‌دار او شامل «دخترِ الاغ‌سوار» و «قدرتِ ضعیفان» بود.
بوهن برای باشگاه‌های زنان در زمینهٔ اصلاحات شهری سخنرانی می‌کرد و به‌طور خاص به بازسازی نظام کیفری علاقه داشت. او برای ایجاد مزارع شهری برای خُرده‌مجرمان فعالیت می‌کرد.

## زندگی شخصی و درگذشت
بوهن عضو باشگاه مطبوعات کالیفرنیای جنوبی و باشگاه «بَجر» کالیفرنیا بود. او از حق رأی زنان حمایت می‌کرد و یک ترقی‌خواه بود. بوهن در ۲۷ اوت ۱۹۳۰، در خانه‌اش در لس آنجلس، کالیفرنیا درگذشت.

## آثار برگزیده

### اشعار

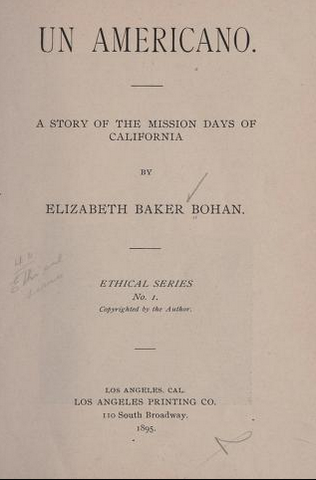
یک آمریکایی، داستانی از روزهای مأموریت کالیفرنیا (۱۸۹۵)

- «اندیشه‌های آفتابی» (۱۸۸۵، شعر)[۸]

### رمان‌ها

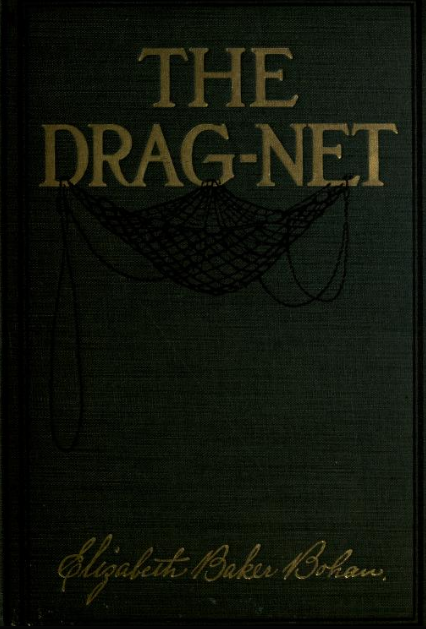
تور (۱۹۰۹)

- یک آمریکایی، داستانی از روزهای مأموریت کالیفرنیا (۱۸۹۵)
- تور، داستانی از زندان در روزگار معاصر (۱۹۰۹، با تصویرگری لنگدون اسمیت)

### داستان‌های دنباله‌دار
- «دخترِ الاغ‌سوار»
- «قدرتِ ضعیفان»